# University of Cincinnati

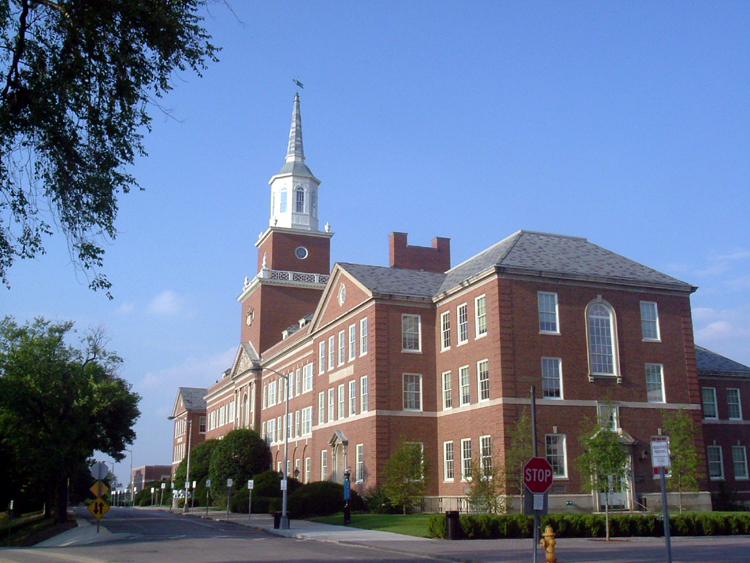
McMicken Hall

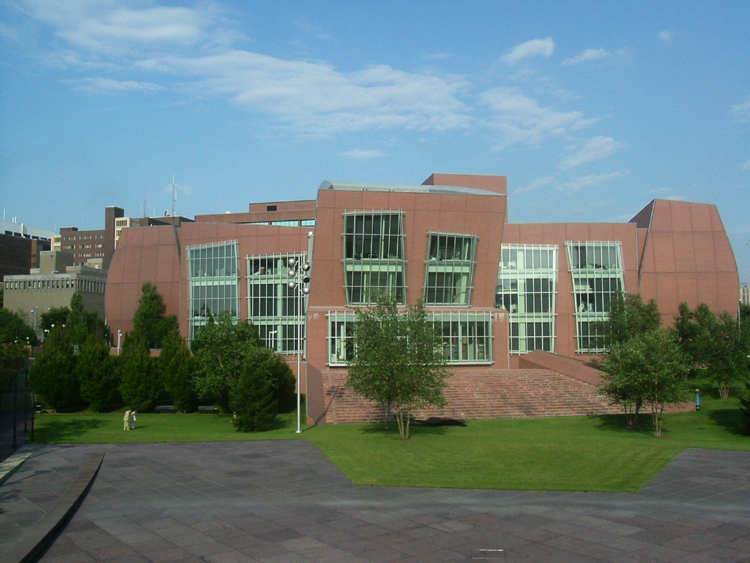
Vontz Center for Molecular Studies

Die University of Cincinnati ist eine staatliche Universität in Cincinnati im US-Bundesstaat Ohio. Mit an allen Standorten zusammen 55.569 Studierenden im Herbst 2020 ist sie nach der Ohio State University und vor der Kent State University die zweitgrößte Hochschule in Ohio. Die Hochschule wurde 1819 gegründet. Die Fakultät für Musik, das College-Conservatory of Music Cincinnati (CCM), gehört zu den renommiertesten Musikhochschulen der Vereinigten Staaten und hat zahlreiche Größen der klassischen Musikszene hervorgebracht.

## Fakultäten
- Angewandte Gesundheitswissenschaften
- Angewandte Wissenschaften
- Design, Architektur Kunst und Planung
- Ingenieurwissenschaften
- Künste und Wissenschaften (McMicken College of Arts and Sciences)
- Medizin
- Musik (College-Conservatory of Music Cincinnati)
- Pädagogik, Strafjustiz und Human Services
- Pflege
- Pharmazie
- Rechtswissenschaften (viertälteste fortwährend bestehende Jurafakultät der USA)
- Sozialarbeit
- Wirtschaftswissenschaften
- Graduate School

Außenstandorte – an diesen werden nur Bachelor-Studiengänge angeboten:
- Clermont College in Batavia
- Blue Ash College in Blue Ash, bis 2011 Raymont Walters College genannt

## Sport
Die Sportteams der Universität sind die Bearcats. Die Hochschule ist seit 2023 Mitglied in der Big 12 Conference.

## Persönlichkeiten

### Präsidenten
- Jacob Dolson Cox (1885–1889) – Politiker
- Warren Bennis (1971–1977) – Wirtschaftswissenschaftler

### Professoren
- Neil Armstrong (1930–2012) – Der erste Mensch auf dem Mond
- Emma Lucy Braun (1889–1971) – Botanikerin, Ökologin und Hochschullehrerin
- Dorothy DeLay (1917–2002) – Violinistin
- Mark Gibson (* 1956) – Dirigent
- Clarence I. Lubin (1900–1989) – Mathematiker
- Henry Meyer (1923–2006) – Violinist
- Ulrich Nicolai (* 1949) – Dirigent
- Thomas Pasatieri (* 1945) – Komponist
- Albert Sabin (1906–1993) – Erfinder der Oralvakzinierung gegen Polio
- Kurt Sassmannshaus – Violinist
- Jenő Takács (1902–2005) – Komponist und Pianist
- Austin Wright (1922–2003) – Schriftsteller

### Absolventen
- Connor Barwin (* 1986) – Footballspieler
- Kathleen Battle (* 1948) – Opernsängerin
- Louis Agricola Bauer (1865–1932) – Geophysiker
- Annette Frances Braun (1884–1978) – Entomologin
- Emma Lucy Braun (1889–1971) – Botanikerin, Ökologin und Hochschullehrerin
- David Daniels (* 1966) – Countertenor
- Sauce Gardner (* 2000) – Footballspieler
- Michael Gruber (* 1964) – Schauspieler, Sänger, Tänzer
- Randy Harrison (* 1977) – Schauspieler
- Robin Johannsen – Sängerin der Bayreuther Festspiele
- Jason Kelce (* 1987) – Footballspieler
- Travis Kelce (* 1989) – Footballspieler
- Sandy Koufax (* 1935) – Baseballspieler
- James Levine (1943–2021) – Dirigent der Metropolitan Opera
- Kenyon Martin (* 1977) – Basketballspieler
- Jason Maxiell (* 1983) – Basketballspieler
- Immanuel McElroy (* 1980) – Basketballspieler
- Sarah Jessica Parker (* 1965) – Schauspielerin
- Desmond Ridder (* 1999) – Footballspieler
- Oscar Robertson (* 1938) – Basketballspieler
- Jerry Rubin (1938–1994) – Bürgerrechtler
- Nipsey Russell (1918–2005) – Schauspieler/Komödiant
- Jean Schmidt (* 1951) – Politikerin
- Joseph Baermann Strauss (1870–1938) – Ingenieur, der unter anderem die Golden Gate Bridge entwarf
- William Howard Taft (1857–1930) – 27. US-Präsident (1909–1913)
- Christian Tetzlaff (* 1966) – Violinist
- Tony Trabert (1930–2021) – bekannt als Tennisspieler aber auch Basketballspieler
- Nick Van Exel (* 1971) – Basketballspieler
- Werner Vordtriede (1915–1985) – Literaturwissenschaftler, Übersetzer und Schriftsteller
- Harold L. Walters (1918–1984) – Komponist
- Elizabeth K. Weisburger (1924–2019) – Chemikerin